# Estación de Zuera
Zuera es una estación ferroviaria situada en el municipio español homónimo, en la provincia de Zaragoza, comunidad autónoma de Aragón. Desde mediados del 2013 carece de servicios de pasajeros, aunque sigue cumpliendo funciones logísticas.

## Situación ferroviaria
Se encuentra ubicada en el punto kilométrico 25,7 de la línea férrea de ancho ibérico que une Madrid con Barcelona a 283 metros de altitud y a 2,2 km de Zuera, entre las estaciones de Villanueva de Gállego y de Tardienta.  El kilometraje de la línea sufre un reinicio en la capital maña al basarse en antiguos trazados. Forma parte también de la línea férrea de ancho UIC que corre en paralelo a la anterior hasta Tardienta que une Zaragoza con Huesca, siendo su pk el mismo que el anterior.

## Historia
La estación fue abierta al tráfico el 18 de septiembre de 1861, con la apertura del tramo Zaragoza-Lérida de la línea férrea que pretendía conectar Zaragoza con Barcelona. Las obras corrieron a cargo de la Compañía del Ferrocarril de Barcelona a Zaragoza. Buscando mejorar tanto el enlace de la línea con otros trazados, así como su salud financiera la compañía decidió en 1864 unirse con la empresa que gestionaba la línea férrea que enlazaba Zaragoza con Pamplona, dando lugar a la Compañía de los Ferrocarriles de Zaragoza a Pamplona y a Barcelona.
Dicha fusión se mantuvo hasta que, en 1878, la poderosa «Norte» —que buscaba extender sus actividades al este de la península— logró hacerse con la compañía.
El 18 de febrero de 1928 se concluyó la variante de Turuñana, que remontando el curso del Río Gállego, enlazaba con la vía de Canfranc al sur de Ayerbe, evitando el paso por Huesca. El primer viaje entre Zaragoza y Canfranc por la variante Zuera-Turuñana tenía como estaciones de la citada variante las de Gurrea de Gállego, Ortilla-Marracos, Piedramorrerra-Biscarrués y Turuñana, que era el final del ramal. La prensa zaragozana celebró con amplias informaciones el hecho, ya que acortaba sensiblemente la distancia entre la capital aragonesa y la estación internacional. tiempo y costes para alcanzar la frontera con Francia. El primer viaje entre Zaragoza y Canfranc por la variante Zuera-Turuñana se realizó el 4 de marzo de 1929. Actualmente dicho ramal está desmantelado, salvo una pequeña sección visible al norte de la estación. 
Durante la Guerra Civil, por su proximidad al frente, fue objeto de numerosos ataques por parte de las tropas republicanas, llegando a tomar la estación el 24 de agosto de 1937, aunque la perdieron al día siguiente. Como consecuencia, el comandante republicano, jefe de la Brigada que perdió la estación, junto con un capitán y un soldado fueron fusilados. La acción se desarrolló en el marco de la Batalla de Belchite.
Norte mantuvo la gestión de la estación hasta que en 1941 se produjo la nacionalización del ferrocarril en España y todas las compañías existentes pasaron a integrarse en la recién creada RENFE. El logotipo de Norte, una estrella de cinco puntas, aún figura en el frontón del edificio de viajeros.

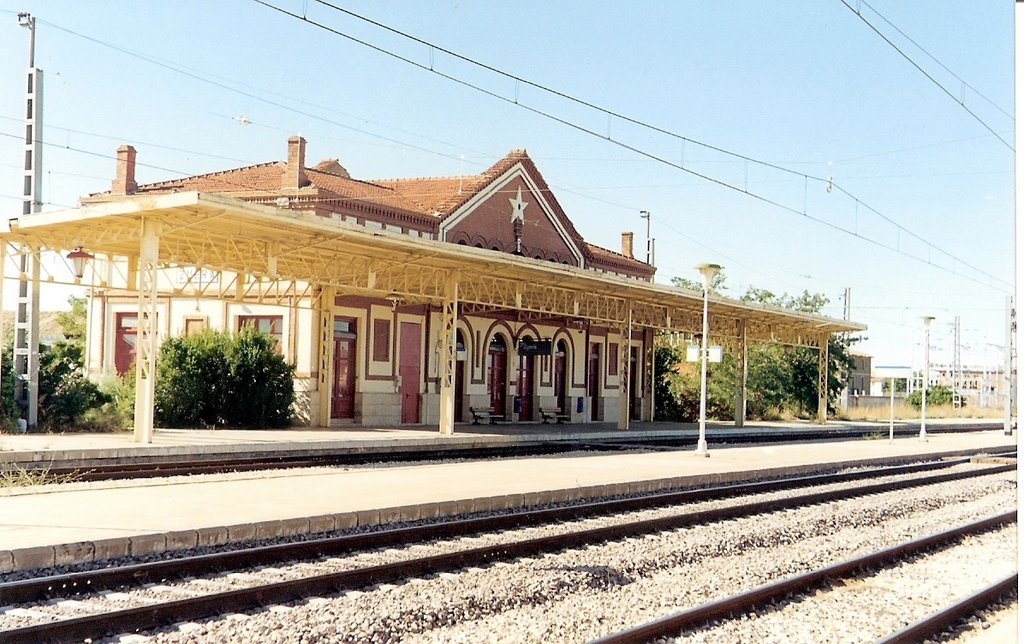
Estación de Zuera antes de retirar la marquesina. Foto tomada hacia 1990.

Desde el 23 de diciembre de 2003, la estación forma parte del recorrido de la línea de alta velocidad Zaragoza–Huesca. Esto afectó negativamente a la estación, al vallar el acceso a estas vías y separar las vías convencionales del edificio principal por una valla, por lo que se tuvieron que hacer pasos inferiores. También hubo de retirarse la marquesina del edificio de viajeros, construyéndose refugios. Posteriormente, el edificio se tapió.
Desde el 31 de diciembre de 2004 Renfe Operadora explota la línea mientras que Adif es la titular de las instalaciones ferroviarias.

## La estación

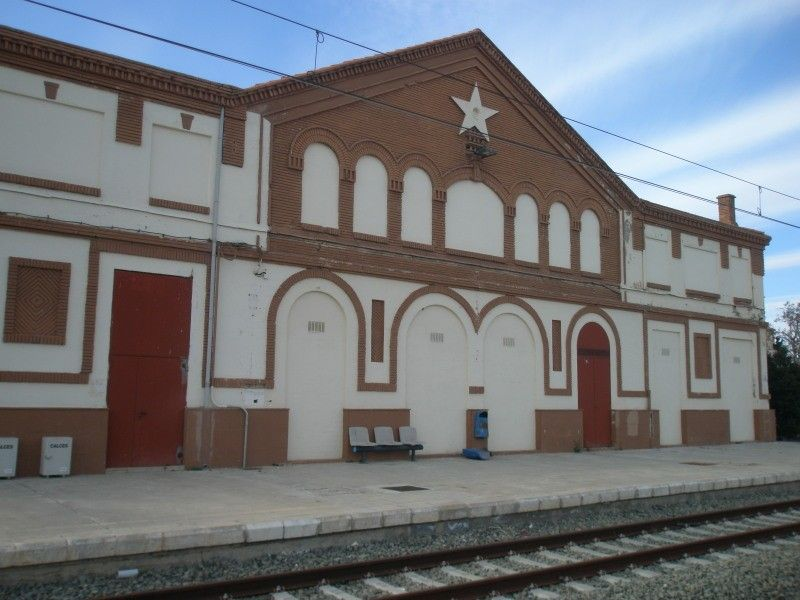
Estación de Zuera tras la retirada de la marquesina en el año 2010.

Se encuentra al noreste del municipio en un núcleo de población conocido como barrio de La Estación y que creció en torno al ferrocarril. Dispone de un amplio edificio para viajeros de planta rectangular y dos pisos de altura. Es un recinto singular construido parcialmente en ladrillo visto y adornado con arcadas y un frontón central triangular que se completa con una estrella de cinco puntas (el logo de la Compañía de Caminos de Hierro del Norte). A pesar de sus dimensiones y de su importancia pasada el edificio fue tapiado y vallado de tal forma que hay que recorrer un paso subterráneo para alcanzar cualquiera de los dos andenes. En total la estación cuenta con 10 vías, ordenadas todas ellas en paralelo al edificio principal y numeradas de forma correlativa de la 1 a la 10, siendo la 3 pasante de vía ancho ibérica y la 4 de apartado. La 2 queda pasante de ancho internacional y la 1 de apartado del mismo ancho. Las otras seis vías cumplen funciones logísticas de apartado y estacionamiento de trenes.
Por su tamaño y su número de vías, es lugar importante para el apartado y estacionado de trenes. También da servicio a un centro logístico de distribución de automóviles cercano, mediante un ramal viario. La estación tiene desvíos motorizados, por lo que Renfe Operadora programa aquí cruces de trenes. Cuenta con un aparcamiento de 30 plazas.